# WASP-17 b
WASP-17b è un esopianeta che orbita intorno alla stella WASP-17 nella costellazione dello Scorpione, la cui scoperta è stata annunciata l'11 agosto 2009. È il primo pianeta scoperto ad avere un'orbita retrograda, ovvero, la cui orbita ruota nel senso opposto a quello della sua stella madre. Per il suo grande diametro, WASP-17b potrebbe essere l'esopianeta più grande finora scoperto, e la sua massa pari a mezza massa gioviana ne fa un gioviano caldo, in particolare un cosiddetto puffy planet.

## Scoperta
Il gruppo di ricercatori diretto da David Anderson della Keele University di Staffordshire in Inghilterra, ha scoperto questo gigante gassoso, distante circa 1000 anni luce (300 parsec) dalla Terra, osservandone il transito davanti alla sua stella madre WASP-17. Queste osservazioni fotometriche hanno inoltre permesso di rilevare le dimensioni del pianeta. La scoperta è stata fatta con il sistema di telescopi del South African Astronomical Observatory. Il nome assegnato all'esopianeta deriva dal fatto di essere il diciassettesimo scoperto dal consorzio di università raggruppate nel Wide Angle Search for Planets (SuperWASP).
Gli astronomi dell'Osservatorio di Ginevra sono stati in grado di utilizzare il caratteristico spostamento verso il rosso e lo spostamento verso il blu nello spettro della stella madre quando la sua velocità radiale varia nel corso dell’orbita del pianeta, per misurare la massa del pianeta e ottenere un'indicazione sull'eccentricità della sua orbita. Un attento esame degli spostamenti Doppler durante i transiti del pianeta ha anche permesso agli astronomi di determinare la direzione del moto di rotazione del pianeta rispetto al moto di rotazione della stella madre grazie all'effetto Rossiter-McLaughlin.

## Caratteristiche

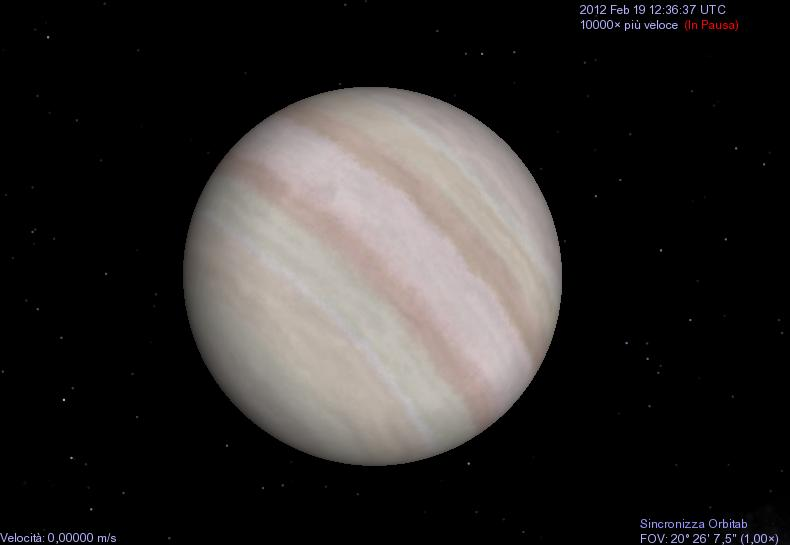
WASP-17 b in una simulazione con il programma Celestia, visto da una distanza di 1 milione di km.

WASP-17 b ha un raggio pari a 1,5-2 volte quello di Giove e circa metà della sua massa. Ciò significa che la sua densità è compresa tra 0,08 e 0,19 g/cm3 (per confronto la densità di Giove è di 1,326 g/cm3 e quella della Terra di 5,515 g/cm3). Si pensa che questa inusualmente bassa densità sia una conseguenza della combinazione di due fattori: l'eccentricità e la prossimità del pianeta rispetto alla sua stella madre (meno di un settimo della distanza tra Mercurio e il Sole), che producono enormi forze di marea e ne riscaldano l'interno. Lo stesso meccanismo provoca e regola l'intensa attività vulcanica di Io, un satellite di Giove.
Si ritiene che WASP-17 b abbia un'orbita retrograda, che ne farebbe il primo pianeta scoperto ad avere questo tipo di moto di rotazione. Questo particolare è stato scoperto misurando l'effetto Rossiter-McLaughlin del pianeta sul segnale Doppler della stella non appena iniziato il transito. In ognuno di questi segnali, sia che la stella stia girando verso la Terra o allontanandosene, mostra un minimo spostamento verso il blu o verso il rosso che viene attenuato dal pianeta transitante. Gli scienziati non hanno ancora una spiegazione sul perché il pianeta orbiti in senso opposto rispetto alla rotazione della stella. Le teorie includono una fionda gravitazionale risultante da un passaggio ravvicinato di un altro pianeta, o l'intervento di un piccolo corpo celeste simile ad un pianeta che ha gradualmente modificato l'orbita di WASP-17 b inclinandola grazie al meccanismo di Kozai.

## Atmosfera
Nel 2023 osservazioni spettroscopiche effettuate dal telescopio Webb hanno evidenziato la presenza di nanocristalli di quarzo nelle nuvole ad alta quota. La loro formazione parrebbe manifestarsi nell'atmosfera del pianeta, diversamente da come avviene sulla Terra su cui tali silicati si formano a seguito della loro volatilità dalle superfici rocciose. Poiché la pressione atmosferica di WASP-17 b sarebbe molto bassa, circa un millesimo di quella terrestre, tali cristalli solidi possono formarsi direttamente nel gas in atmosfera, senza passare prima attraverso una fase liquida.